# هوغو ساندوفال مارتينيز
هوغو ساندوفال مارتينيز (بالإسبانية: Hugo Sandoval Martínez)‏ هو سياسي مكسيكي، ولد في 25 ديسمبر 1962 في المكسيك. حزبياً، نشط في حزب الثورة الديمقراطية. وقد انتخب عضو مجلس النواب المكسيك.